# Juan Acosta Muñoz
Juan Acosta Muñoz   (Totana, 11 de desembre de 1819 - Madrid, 24 de juny de 1887) va ser un militar i polític espanyol.

## Biografia
Militar, va prendre part en la Primera i en la Segona Guerra Carlina. Va ser Capità general en els anys 1860 de Balears, Castella la Vella, València i Andalusia. En 1872 va ascendir a tinent general. Republicà convençut, entre febrer i abril de 1873 va ser, en el gabinet d'Estanislau Figueras, va ser ministre de la Guerra. Després de la restauració borbònica a Espanya es va adscriure al partit d'Emilio Castelar. També fou director general de la Guàrdia Civil de setembre a octubre de 1873.